# Aluminosilicato
Un aluminosilicato es un mineral que contiene óxido de aluminio (Al2O3) y sílice (SiO2). Son alumninosilicatos el feldespato, las cloritas, los minerales de la arcilla, algún tipo de puzolana, etc. Los aluminosilicatos se suelen considerar como derivados de los  silicatos debido al reemplazo de los iones Si4+ por los de Al3+, los cuales, debido a la diferencia de cargas positivas, requieren cationes adicionales con la finalidad de poder alcanzar la neutralidad eléctrica.

## Características
Algunos aluminosilicatos, como por ejemplo los feldespatos, se encuentran dentro de los minerales más abundantes de la corteza de la tierra.
Entre ellos, el aluminio reemplaza a uno de cada cuatro átomos de silicio, e incluso a uno de cada dos, como ocurre por ejemplo en la anortita (CaAl2Si2O8). Como consecuencia de la erosión, los feldespastos se suelen ver transformados en silicatos de tipo laminar, los cuales constituyen las arcillas que se encuentran presente en los suelos.
Se clasifican en:
- Ectosilicatos, como las zeolitas faujasitas o filosilicatos como la mica.
- Tectosilicatos, usados para adsorber micotoxinas.

Pueden ser de origen natural o sintético. En México hay minas de aluminosilicatos y zeolitas en diferentes estados como: Oaxaca, Michoacán, Veracruz y Sonora.

## Composición
La composición química de los aluminosilicatos es variable, también la de los diferentes tipos de micotoxinas, por lo tanto su capacidad fijadora de micotoxinas será diferente en cada caso.

## Aplicaciones
Algunos silicatos son utilizados como materias primas en la fabricación de materiales usados diariamente, como pueden ser por ejemplo, el cemento, el vidrio, la cerámica, etc. Por otro lado, las zeolitas han sido empleadas en la agricultura desde los 60s debido a sus propiedades de intercambio catiónico, tamizado molecular y adsorción.
Los Aluminosilicatos cristalinos son indicados para baños de polvos en cama de roedores y aves, tales como chinchillas conejos, hurones, entre otros.